# Wietnam Południowy na Letnich Igrzyskach Olimpijskich 1956
Wietnam Południowy na Letnich Igrzyskach Olimpijskich 1956 reprezentowało sześciu zawodników, byli to sami mężczyźni. Wystąpili oni w jednej z 19 dyscyplin, tj. kolarstwie. Reprezentanci tego kraju nie zdobyli żadnego medalu. Najwyższą pozycję zajął kolarz torowy Lê Văn Phước, który odpadł w eliminacjach sprintu (startowało 18 zawodników, a Wietnamczyk był klasyfikowany na miejscach 15-18). Był to drugi start tej drużyny na letnich igrzyskach olimpijskich (pierwszy nastąpił w 1952 w Helsinkach).
Spośród 6 zawodników biorących udział w tych igrzyskach, znane są daty urodzenia jedynie dwóch z nich (Lê Văn Phướca i Nguyễna Văn Nhieu). Tylko Lê Văn Phước startował na poprzednich igrzyskach, reszta z nich debiutowała w Melbourne. Żaden z tych sportowców nie występował już na kolejnych igrzyskach.

## Tło startu olimpijskiego
Brak danych odnośnie do daty założenia Południowowietnamskiego Komitetu Olimpijskiego. Najpóźniej mógł on jednak powstać w 1952 roku, gdyż w tymże, Wietnamczycy z Południa wystąpili na igrzyskach w Helsinkach. Wiadomo jednak, że w 1976 roku, narodowy komitet olimpijski tegoż kraju przestał istnieć, gdyż oba kraje (Wietnam Południowy i Wietnam Północny) połączyły się w jeden i utworzyły jeden wspólny komitet olimpijski. Odtąd, Wietnamczycy z Południa i Północy rywalizują w zawodach pod jedną flagą Wietnamu.
Do Melbourne pojechały trzy osoby z delegacji (razem dziewięć osób). Jedną z tych osób był attaché olimpijski reprezentacji – V. Nollis. Cała delegacja Wietnamu Południowego zameldowała się w Melbourne 15 listopada 1956 roku – czyli na 7 dni przed rozpoczęciem igrzysk.
Reprezentanci tego kraju zamieszkali, podobnie jak pozostałe ekipy, w wiosce olimpijskiej położonej na przedmieściach Melbourne (dokładnie w Heidelbergu). Przebywali oni w domkach wysuniętych najbardziej na północ tejże wioski olimpijskiej. Ich bezpośrednimi sąsiadami były delegacje Japonii i Singapuru. W bliskim sąsiedztwie delegacji wietnamskiej byli także Filipińczycy i Tajowie.
Reprezentanci Wietnamu, podobnie jak inne reprezentacje, mieli zagwarantowane trzy posiłki dziennie – śniadanie, lunch oraz obiad. Spożywali je w jednej sali razem z Chińczykami z Tajwanu, Hongkończykami, Filipińczykami, Singapurczykami, a także z Tajami i Koreańczykami z południa.
Na ceremonii otwarcia igrzysk, Wietnam Południowy był 61. w kolejności wchodzenia na stadion (za Wenezuelą a przed Jugosławią). Brak danych odnośnie do chorążego.

## Wyniki

### Kolarstwo
Wietnam Południowy był reprezentowany przez sześciu kolarzy – dwóch kolarzy torowych oraz czterech kolarzy szosowych.
Wpierw wystartowali kolarze torowi, zaś jako pierwszy Lê Văn Phước w sprincie. Wystąpił on 3 grudnia w pierwszym wyścigu eliminacyjnym. Zajął w nim ostatnią pozycję, czyli trzecią lub czwartą. Nie awansował on jednak do repasaży, w których rywalizowało 8 najlepszych przegranych (6 zwycięzców awansowało bezpośrednio do ćwierćfinału). Lê uplasował się więc na miejscach od 15-18 (wystartowało 18 zawodników, jeden – Günther Ziegler z Niemiec, w ogóle nie pojawił się na starcie). Wygrał Michel Rousseau z Francji.
6 grudnia, w wyścigu na 1000 metrów wystąpił Nguyễn Văn Nhieu. W tej konkurencji nie rozgrywano eliminacji. Każdy zawodnik jechał osobno, więc klasyfikację ustalono na podstawie czasów osiągniętych przez kolarzy. Nguyễn zajął finalnie ostatnie 22. miejsce z czasem 1:23,6 min. Do zwycięzcy (Leandro Faggina z Włoch), Wietnamczyk stracił niecałe 14 sekund.
W następnym dniu wystartowali kolarze szosowi. Cała czwórka (Lê Trung Trung, Ngô Thành Liêm, Nguyễn Hữu Thoa i Trần Gia Thu) wystąpiła w wyścigu indywidualnym liczącym niecałe 188 kilometrów. Żaden z nich nie ukończył jednak tej konkurencji. Na podstawie wyników indywidualnych, sporządzono klasyfikację drużynową, w której również rozdano medale. Ekipa Wietnamu Południowego, podobnie jak 10 innych drużyn, została niesklasyfikowana, gdyż żaden z zawodników nie ukończył indywidualnych zmagań (do sklasyfikowania zespołu wystarczyło ukończenie wyścigu indywidualnego przez trzech kolarzy z danego kraju). Wygrała ekipa francuska.
Kolarstwo szosowe
| Zawodnik                                                   | Konkurencja                             | Czas              | Pozycja           | Źródło |
| ---------------------------------------------------------- | --------------------------------------- | ----------------- | ----------------- | ------ |
| Lê Trung Trung                                             | Wyścig indywidualny ze startu wspólnego | DNF               | DNF               | [ 18 ] |
| Ngô Thành Liêm                                             | Wyścig indywidualny ze startu wspólnego | DNF               | DNF               | [ 18 ] |
| Nguyễn Hữu Thoa                                            | Wyścig indywidualny ze startu wspólnego | DNF               | DNF               | [ 18 ] |
| Trần Gia Thu                                               | Wyścig indywidualny ze startu wspólnego | DNF               | DNF               | [ 18 ] |
| Lê Trung Trung Ngô Thành Liêm Nguyễn Hữu Thoa Trần Gia Thu | Wyścig drużynowy ze startu wspólnego    | Niesklasyfikowani | Niesklasyfikowani | [ 19 ] |

Kolarstwo torowe
| Zawodnik         | Konkurencja    | Czas     | Pozycja       | Źródło |
| ---------------- | -------------- | -------- | ------------- | ------ |
| Lê Văn Phước     | Sprint         | nieznany | 15-18 (na 18) | [ 20 ] |
| Nguyễn Văn Nhieu | 1000 m na czas | 1:23,6   | 22 (na 22)    | [ 17 ] |